# سيراب يوجسير
سيراب يوجسير (بالتركية: Serap Yücesir)‏ مواليد 18 مارس 1973 في قارص، هي لاعبة كرة سلة تركية سابقة بدأت مسيرتها الاحترافية في سنة 1990. لعبت مع فريق نادي فنربخشة لكرة السلة للسيدات. يبلغ طولها 6 قدم 3 بوصة (1.9 م). اعتزلت اللعب في 2008.

## المسيرة الاحترافية
لعبت مع جامعة اسطنبول في موسم 2006-2007، ثم لعبت مع نادي فنربخشة لكرة السلة للسيدات من سنة 2004 إلى 2006، ثم لعبت مع نادي فنربخشة لكرة السلة للسيدات من سنة 1990 إلى 2003.

## روابط خارجية
- سيراب يوجسير على موقع الاتحاد الدولي لكرة السلة (الإنجليزية)
- سيراب يوجسير على موقع كرة السلة الأوروبية.كوم (الإنجليزية)